# Spakur
Spakur, egentligen Linus Johansson, är en svensk rappare från Uppsala.

## Diskografi

### Spakur
- 2008 – Lördagen den 14:e (utgivet på Kafkaotiska Inspelningar[1])
- 2018 – Dåliga nyheter (utgivet på Kafkaotiska Inspelningar[1])

### I samarbeten
- 2002 – Snus, porr och brännvin (med Motorisk Afasi & Filthy)
- 2004 – Sånger från andra våningen: Istället för ett album (med Aggro och Kryptonite)
- 2005 – Poeter blir dom... (med Poeter blir dom)